# Pháo đài Zachodni ở Świnoujście
Pháo đề Zachodni hay còn gọi là pháo đài Phía Tây là thành viên thứ tư trong tổ hợp pháo đài Świnoujście của Vương quốc Phổ. Đây là một tổ hợp thành trì một tầng được bao xung quanh bởi các hào nước sâu.

## Lịch sử
Pháo đài Zachodni được xây dựng vào những năm 1856 - 1861 với một khẩu pháo nhỏ để bảo vệ cảng Świna khỏi tàu địch. Sau năm 1878, các khẩu pháo được củng cố ở sân thượng và phần ngầm của pháo đài. Trong Thế chiến I, một khẩu súng gồm 4 khẩu súng cỡ nòng nặng 210 mm ven biển đã được đóng tại đây, sau đó ngừng hoạt động theo các điều khoản của Hiệp ước Versailles. Trong Thế chiến II, bốn khẩu pháo ven biển 150 mm được đặt trong pháo đài, trực thuộc Trường pháo binh Kriegsmarine. Năm 1940, nó được đặt tên là "Henningsen" từ tên của Trung úy Wilhelm Henningsen, người phục vụ ở đây trước đó, với tư cách là chỉ huy của đội quân tấn công vào Westerplatte ngày 1 tháng 9 năm 1939.
Sau chiến tranh, cho đến năm 1961, pháo đài đã bị người Nga chiếm đóng, lắp đặt nhiều khẩu pháo tại đây, đáng chú ý pháo đài còn được trang bị ba khẩu súng 127 mm của Mỹ. Vào những năm 1960, pháo đài không được sử dụng và bị tàn phá đáng kể. Vào năm 2001, pháo đài được Hiệp hội những người yêu thích "Reduta" thuê, họ đã cố gắng trùng tu tòa nhà, tổ chức nhiều buổi biểu diễn nghệ thuật và triển lãm, và chào đón những khách du lịch đầu tiên.
Từ tháng 6 năm 2004, pháo đài được mở cửa cho công chúng như một tượng đài của kiến trúc quân sự. Năm 2008, pháo đài Pháo đài Zachodni đã chính thức đăng ký trở thành Bảo tàng Lịch sử pháo đài.

## Thư viện ảnh

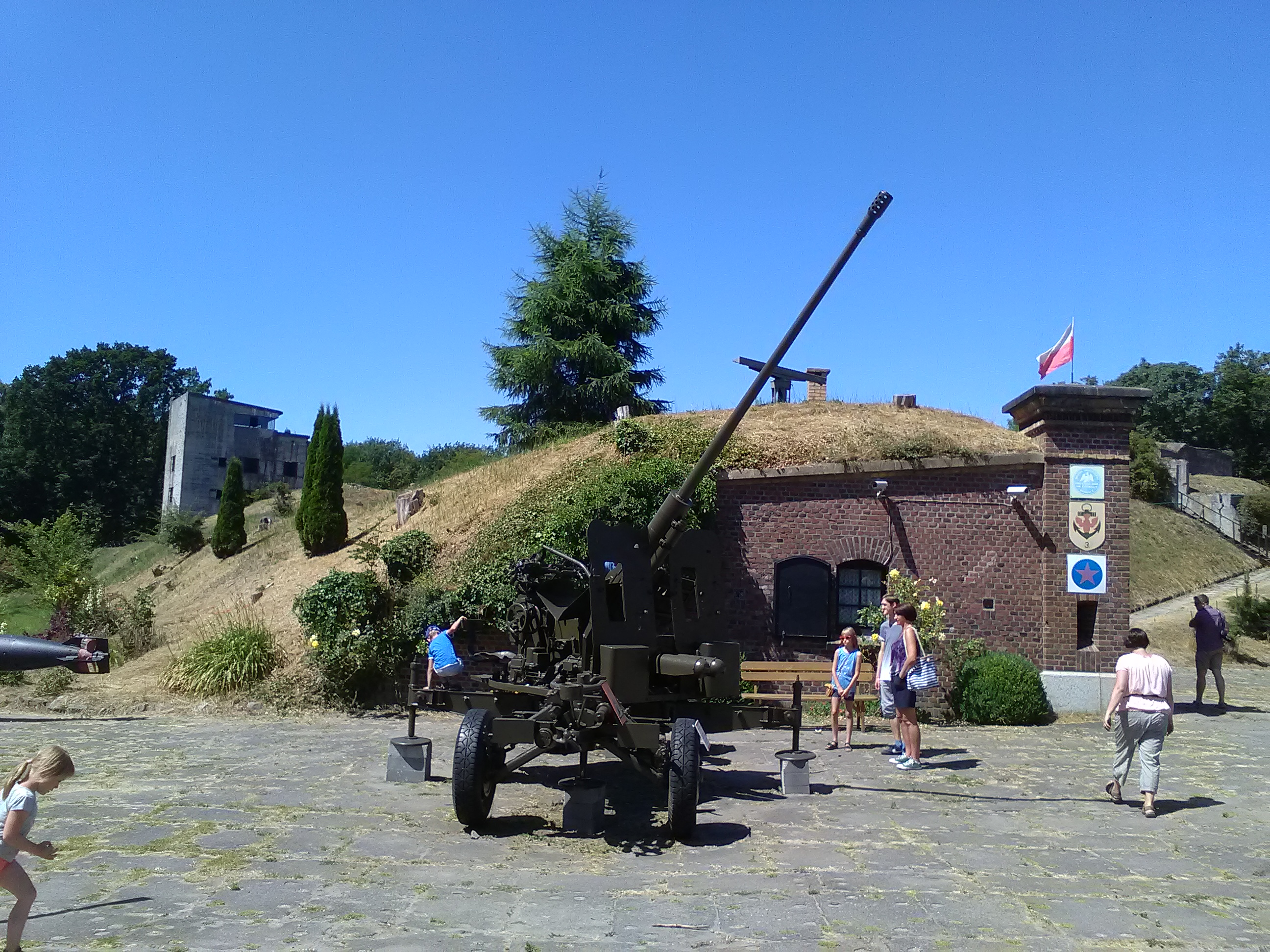
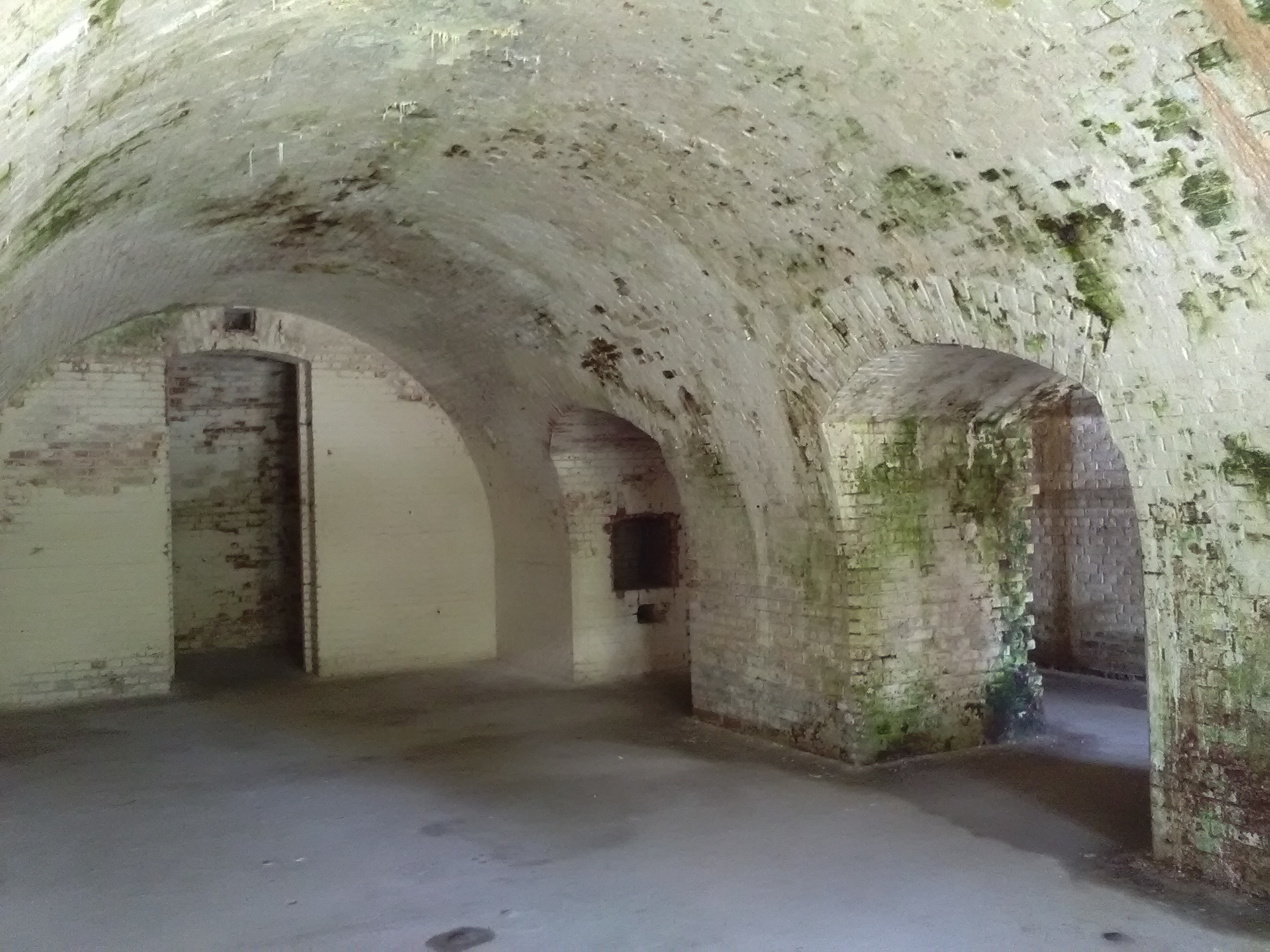
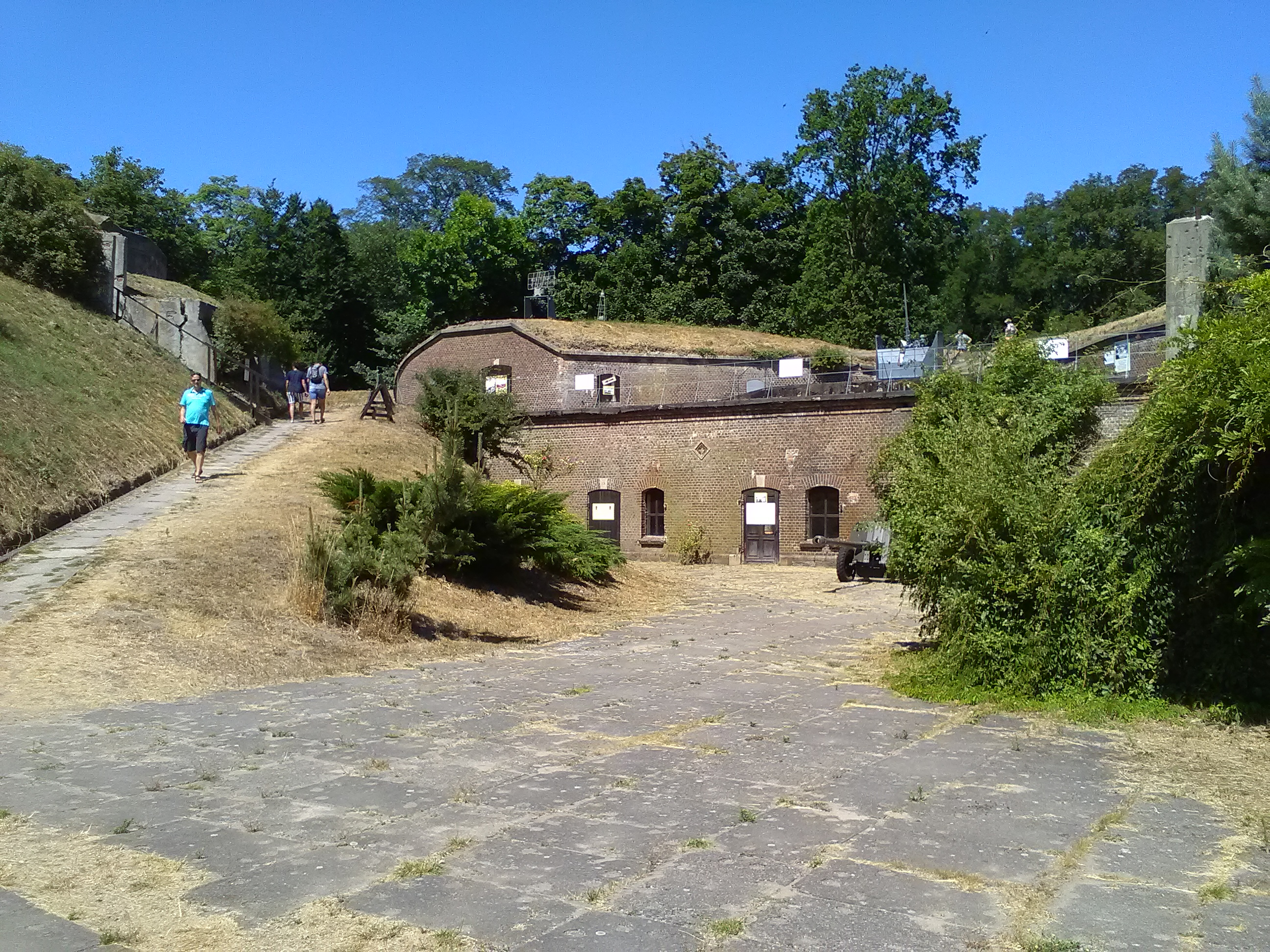
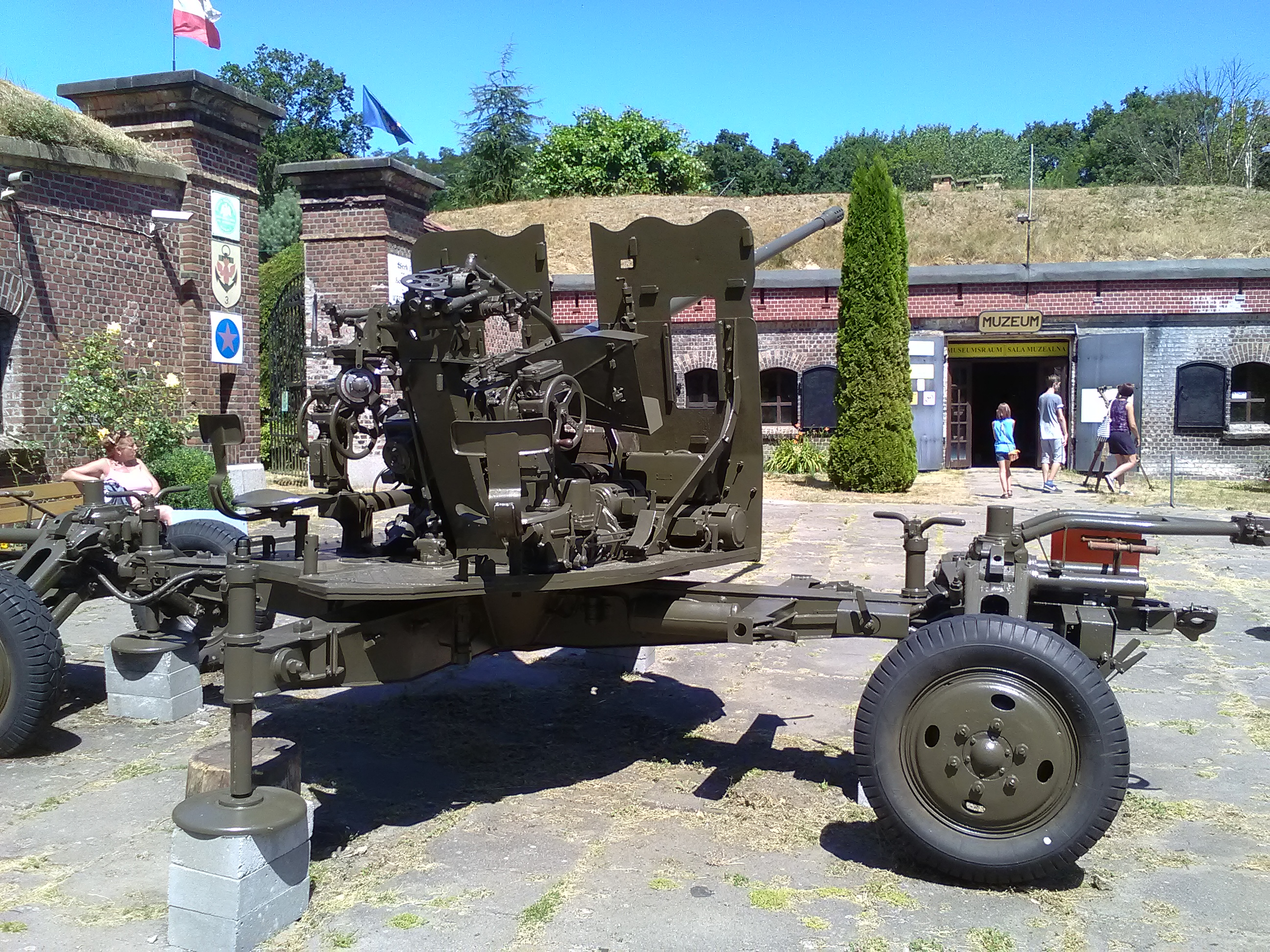
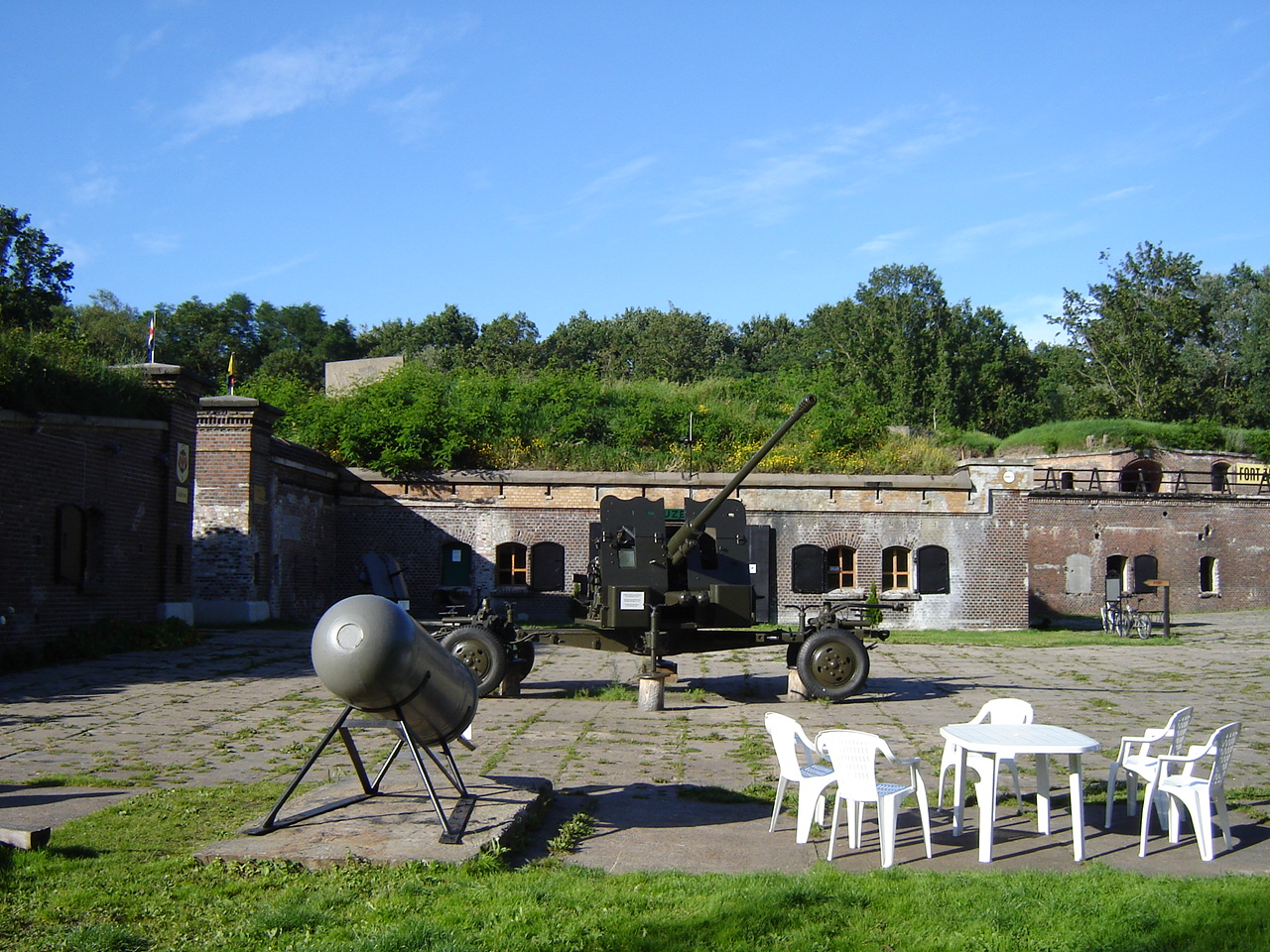
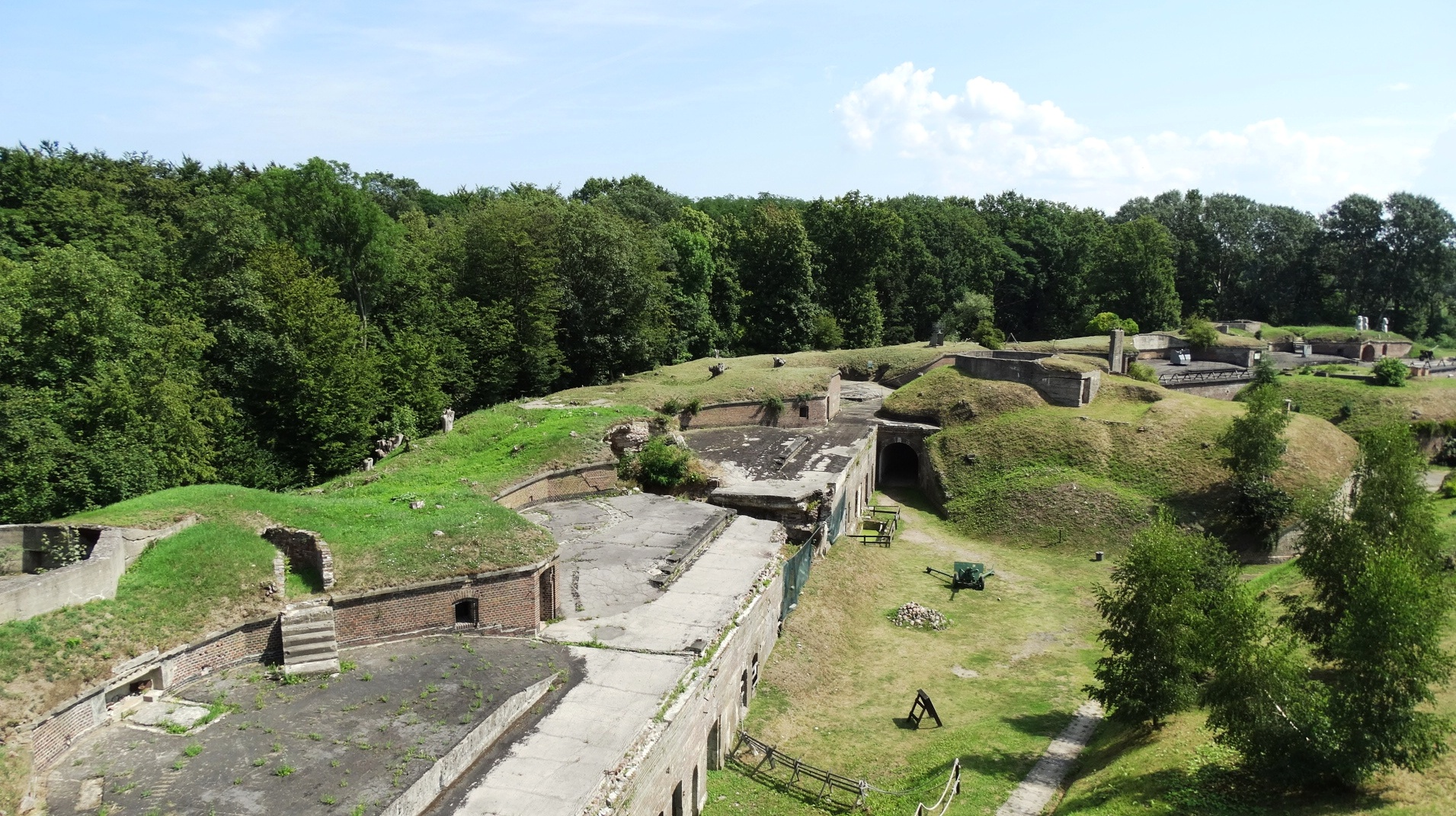

## Điểm nổi bật
- Một cổng phòng thủ.
- Quảng trường Redoubt - phần lâu đời nhất của pháo đài - hiện được sử dụng làm bảo tàng lịch sử pháo đài.
- Hành lang liên lạc ngầm với hội trường của các phòng chứa đạn dược cũ và phòng lưu trữ. Các lỗ tròn của thang máy đạn dược thế kỷ 19 có thể nhìn thấy dưới chân hành lang.
- Pháo binh từ nửa sau của Thế kỷ XIX dưới kè đất trung tâm và trên hai bên của sân thượng.
- Phòng trưng bày pháo binh thế kỷ 19 với giá đỡ cho các khẩu pháo hạng nặng ven biển. Trạm pháo trung tâm được bảo tồn trong tình trạng ban đầu. Ở bên phải một trong những trạm bắn của khẩu "Henningsen".